# Sophie Muller
Sophie Melanie Muller (Londres; 31 de enero de 1962) es una directora de cine y música británica.
Sophie Muller ha trabajado en el mundo musical con artistas como Kylie Minogue, Sade, The Strokes, Sophie Ellis-Bextor, Shakira, Beyoncé, Sugababes, Gwen Stefani, Annie Lennox, Coldplay, Garbage, Leona Lewis, Mika, Lily Allen, Maroon 5, The Killers o Blur, Lana Del Rey, Selena Gomez, Birdy, entre otros.

## Filmografía

#### 1987
- Eurythmics,  "Beethoven (I Love to Listen to)"

#### 1988
- Eurythmics,  "Brand New Day"
- Eurythmics,  "Do You Want to Break Up?"
- Eurythmics,  "Heaven"
- Eurythmics,  "I Need You"
- Eurythmics,  "Savage"
- Eurythmics,  "Wide Eyed Girl"
- Sade,  "Nothing Can Come Between Us"
- Sade,  "Turn My Back on You"
- Eurythmics,  "I Need a Man"
- Sade,  "Love Is Stronger Than Pride"
- Eurythmics,  "You Have Placed a Chill in My Heart"
- Shakespear's Sister,  "Break My Heart"
- Annie Lennox featuring Al Green,  "Put a Little Love in Your Heart"

#### 1989
- Shakespear's Sister,  "You're History"
- Shakespear's Sister,  "Run Silent"
- Sarah Brightman, "Anything but Lonely"
- Eurythmics, "Don't Ask Me Why"
- Eurythmics, "Angel"

#### 1990
- Eurythmics, "The King and Queen of America"
- Julia Fordham, "Lock and Key"
- Sinéad O'Connor, "The Emperor's New Clothes"

#### 1991
- Nanci Griffith, "Late Night Grande Hotel"
- World Party, "Thank You World"
- Curve, "Coast Is Clear"
- Shakespear's Sister, "Goodbye Cruel World"

#### 1992
- Curve, "Fait Accompli"
- Shakespear's Sister, "Stay"
- Aaron Neville, "Somewhere, Someday"
- Annie Lennox, "Why"
- Shakespear's Sister, "Hello (Turn Your Radio On)"
- Annie Lennox, "Precious"
- Vegas, "Possessed"
- Annie Lennox, "Cold"
- Annie Lennox, "Money Can't Buy It"
- Annie Lenno, "Legend in My Living Room"
- Annie Lennox, "The Gift"
- Annie Lennox, "Primitive"
- Annie Lennox, "Keep Young and Beautiful"
- Sade, "No Ordinary Love"
- Annie Lennox, "Walking on Broken Glass"
- Annie Lennox, "Love Song for a Vampire"
- Shakespear's Sister, "I Don't Care"
- Annie Lennox, "Little Bird"

#### 1993
- Björk, "Venus as a Boy"

#### 1994
- Hole, "Miss World"
- The Jesus and Mary Chain Featuring Hope Sandoval, "Sometimes Always"
- The Jesus and Mary Chain, "Come On"
- Sparks, "When Do I Get to Sing My Way?"

#### 1995
- Sophie B. Hawkins, "As I Lay Me Down"
- Sparks, "When I Kiss You"
- Stone Roses, "Ten Storey Love Song"
- Lisa Loeb & Nine Stories, "Do You Sleep?"
- Jeff Buckley, "So Real"
- Weezer, "Say It Ain't So"

#### 1996
- The Cure, "The 13th"
- Kè, "Strange World"
- Gary Barlow, "Forever Love"
- Shakespears Sister, "I Can Drive"
- No Doubt, "Don't Speak"
- No Doubt, "Excuse Me Mr."
- No Doubt, "Sunday Morning"
- The Lightning Seeds, "What If..."

#### 1997'
- Blur, "Beetlebum"
- Blur, "On Your Own"
- Blur, "Song 2"
- Maxwell, "Whenever, Wherever, Whatever"
- Curve, "Chinese Burn"
- No Doubt, "Hey You"
- No Doubt, "Oi to the World"

#### 1998
- James Iha, "Be Strong Now"
- Maxwell,  "Luxury: Cococure"
- Sparklehorse, "Sick of Goodbyes"
- Garbage, "When I Grow Up" (live version)
- Garbage, "The Trick Is to Keep Breathing"
- Rufus Wainwright, "April Fools"
- Semisonic, "Secret Smile"

#### 1999
- Blur, "Tender"
- Sinéad O'Connor, "Chiquita"
- Natalie Merchant Featuring N'dea Davenport, "Break Your Heart"
- Sparklehorse, "Pig"
- Manic Street Preachers, "You Stole the Sun from My Heart"
- Garbage, "When I Grow Up" (versión U.S.)
- The Cardigans, "Hanging Around"
- Sarah McLachlan, "Possession" (versión USA)
- Sarah McLachlan, "I Will Remember You"
- Emilíana Torrini, "To Be Free"
- Beth Orton,  "Central Reservation"
- Sarah McLachlan, "Ice Cream"
- Supergrass, "Mary"

#### 2000
- Eurythmics, "I Saved the World Today"
- No Doubt, "Simple Kind of Life"
- Ute Lemper, "The Case Continues"
- Doves, "Catch the Sun"
- Bentley Rhythm Ace, "How'd I Do Dat?"
- Alisha's Attic, "Push It All Aside"
- Alisha's Attic, "Pretender Got My Heart"
- JJ72, "Oxygen"
- PJ Harvey, "Good Fortune"
- Sade, "By Your Side"
- Coldplay, "Trouble"

#### 2001
- Turin Brakes, "The Door"
- Sade, "King of Sorrow"
- Turin Brakes, "Underdog (Save Me)"
- No Doubt, "Bathwater"
- PJ Harvey, "A Place Called Home"
- Nelly Furtado, "Turn Off the Light"
- Sophie Ellis-Bextor, "Take Me Home"
- PJ Harvey, "This Is Love"
- Radiohead, "I Might Be Wrong"
- Sophie Ellis-Bextor, "Murder on the Dancefloor"

#### 2002
- Amy Studt, "Just a Little Girl"
- Sophie Ellis-Bextor, "Move This Mountain"
- Sugababes, "Freak Like Me"
- Coldplay, "In My Place"
- Amy Studt, "Misfit"
- The Beu Sisters, "I Was Only 17"
- Sparta, "Cut Your Ribbon"
- Pink, "Family Portrait"
- No Doubt (con Lady Saw), "Underneath It All"
- Sophie Ellis-Bextor, "Music Gets the Best of Me" (both versions)

#### 2003
- Nickel Creek, "Speak"
- Dolly Parton, "I'm Gone"
- Dido, "Life for Rent"
- Pink - "Trouble"
- The Raveonettes,  "That Great Love Sound"
- Sophie Ellis-Bextor,  "I Won't Change You" [co-produced]

#### 2004
- Dixie Chicks, "Top of the World"
- The Killers, "Mr. Brightside"
- Sixpence None the Richer, "Don't Dream It's Over"
- Maroon 5, "This Love"
- Maroon 5, "She Will Be Loved"
- Nelly Furtado,  "Try"
- Mindy Smith,  "Come to Jesus"
- Jamelia,  "See It in a Boy's Eyes"
- Sarah McLachlan,  "World on Fire"
- Sarah McLachlan,  "Stupid"
- The Strokes,  "The End Has No End"
- Natasha Bedingfield,  "These Words" (versión UK)
- Vanessa Carlton,  "White Houses"
- Loretta Lynn Featuring Jack White,  "Portland, Oregon"

#### 2005
- KT Tunstall,  "Black Horse and the Cherry Tree"
- Garbage,  "Why Do You Love Me"
- Garbage,  "Bleed Like Me"
- Garbage,  "Sex Is Not the Enemy"
- Garbage,  "Run Baby Run"
- Gwen Stefani,  "Cool"
- Coldplay,  "Fix You"
- Faith Hill Featuring Tim McGraw,  "Like We Never Loved at All"
- Gwen Stefani,  "Luxurious"
- Gwen Stefani,  "Serious"
- Gwen Stefani,  "Crash"

#### 2006
- Shakira featuring Wyclef Jean,  "Hips Don't Lie"
- Dixie Chicks,  "Not Ready to Make Nice"
- She Wants Revenge,  "These Things"
- Faith Hill,  "Stealing Kisses"
- Lily Allen,  "Smile"
- Beyoncé featuring Jay-Z,  "Deja Vu"
- Beyoncé,  "Ring the Alarm"
- Sophie Ellis-Bextor,  "Catch You"
- The Raconteurs,  "Level"
- Gwen Stefani,  "Wind It Up"

#### 2007
- Siobhán Donaghy,  "Don't Give It Up"
- Mika,  "Grace Kelly"
- Gwen Stefani,  "4 in the Morning"
- Mika - "Love Today"
- Rufus Wainwright,  "Going to a Town"
- Garbage,  "Tell Me Where It Hurts"
- Sophie Ellis-Bextor,  "Today the Sun's on Us"
- Maroon 5,  "Won't Go Home Without You"
- Gwen Stefani,  "Early Winter"

#### 2008
- The Kills,  "U.R.A. Fever"
- The Kills,  "Cheap and Cheerful"
- Leona Lewis,  "Better in Time"
- Leona Lewis,  "Footprints in the Sand"
- The Ting Tings,  "That's Not My Name"
- Gavin Rossdale,  "Love Remains the Same"
- Kings of Leon,  "Sex on Fire"
- Cold War Kids,  "Something Is Not Right with Me"
- Duffy,  "Stepping Stone"
- Sarah McLachlan,  "U Want Me 2"
- Duffy,  "Rain on Your Parade"
- Kings of Leon,  "Use Somebody"

#### 2009
- Beyoncé,  "Broken-Hearted Girl"
- Shakira,  "Did It Again/ Lo Hecho Está Hecho"
- Shakira,  "Give It Up to Me"
- Pink,  "I Don't Believe You"
- Sade,  "Soldier of Love"

#### 2010
- Brandon Flowers,  "Only the Young"
- Armin van Buuren feat. Sophie Ellis-Bextor,  "Not Giving Up on Love"
- Cheryl Cole,  "Promise This"
- Cheryl Cole,  "The Flood"

#### 2012
- No Doubt,  "Settle Down"
- No Doubt,  "Push and Shove"
- Alicia Keys,  "Girl on Fire"
- Labrinth feat. Emeli Sandé,  "Beneath Your Beautiful"

#### 2013
- Lana Del Rey,  "Young and Beautiful"
- Rihanna featuring Mikky Ekko,  "Stay"
- Sophie Ellis-Bextor,  "Wanderlust Álbum Trailer"
- Sophie Ellis-Bextor,  "Young Blood"

#### 2014
- Sophie Ellis-Bextor,  "Runaway Daydreamer"
- Sophie Ellis-Bextor,  "Love Is a Camera"
- Beck,  "Heart Is A Drum"

#### 2015
- Selena Gomez,  "Good For You"
- One Direction,  "Perfect"

#### 2016
- Gwen Stefani,  "Make Me Like You"
- Sophie Ellis-Bextor,  " Familia Álbum Trailer"
- Sophie Ellis-Bextor,  "Come With Us"
- Sophie Ellis-Bextor - "Crystallise"

#### 2017
- Wolf Alice,  "Don´t Delete the kisses"
- Sophie Ellis-Bextor,  "Wild Forever"
- Sophie Ellis-Bextor,  "Death Of Love"

#### 2018'
- Kylie Minogue,  "Dancing"
- Julia Michaels,  "Heaven"
- Echosmith,  "Over My Head"
- Kylie Minogue featuring Gente de Zona,  "Stop Me from Falling" (Remix)
- Pete Yorn y Scarlett Johansson,  "Bad Dreams"
- Kylie Minogue,  "Golden"
- Bebe Rexha,  "I'm a Mess"
- Cheryl,  "Love Made Me Do It"
- Gwen Stefani feat. Blake Shelton,  "You Make It Feel Like Christmas"

#### 2019
- Selena Gomez,  “Lose You to Love Me"
- Selena Gomez,  “Look At Her Now"
- Marina,  "Handmade Heaven"
- Marina,  "Orange Trees"
- Dido,  "Give You Up"
- Blake Shelton,  "God’s Country"

#### 2021
- Birdy,  "Surrender"
- Birdy,  "Loneliness"
- Maroon 5 feat. Megan Thee Stallion,  "Beautiful Mistakes"
- Maroon 5,  "Lost"
- Gwen Stefani & Saweetie,  "Slow Clap (Remix)"
- LILHUDDY,  "America's Sweetheart"
- Selena Gomez & Camilo,  "999"
- Kylie Minogue & Years & Years,  "A Second to Midnight"
- Kylie Minogue & Jessie Ware,  "Kiss of Life"
- ABBA, "Little Things"

#### 2022
- Jessie Ware, "Pearls"

#### 2023
- Kylie Minogue, "Padam Padam"